# Imre Szalay
Imre Szalay (ur. w 1905 w Budapeszcie, zm. w 1942) – węgierski zapaśnik walczący w stylu klasycznym. Olimpijczyk z Amsterdamu 1928, gdzie zajął piąte miejsce w wadze półciężkiej.

## Letnie Igrzyska Olimpijskie 1928
| Konkurencja | Eliminacje               | Eliminacje          | Eliminacje          | Eliminacje            | Klas. końcowa |
| Konkurencja | Przeciwnik I             | Przeciwnik II       | Przeciwnik III      | Przeciwnik IV         | Miejsce       |
| ----------- | ------------------------ | ------------------- | ------------------- | --------------------- | ------------- |
| 82,5 kg     | Kārlis Pētersons (LAT) Z | Josef Vávra (CSK) Z | Émile Clody (FRA) P | Onni Pellinen (FIN) P | 5.            |